# 구시로시쓰겐역
구시로시쓰겐역(일본어: 釧路湿原駅,くしろしつげんえき)은 홋카이도 구시로 군에 위치한 홋카이도 여객철도의 철도역이다. 구시로 습원에 위치한 무인역으로 역 주변엔 습지와 산뿐이며, 거의 대부분의 승객이 습지를 탐방하는 관광객이다.

## 운행노선
- 홋카이도 여객철도 (JR 홋카이도)
  - 센모 본선

## 역 주변
광대한 습지와 산 밖에 존재하지 않는 대자연 중간에 역. 많은 승객이 관광 목적이다.
- 구시로 습원 국립공원